# 후랭키
후랭키는 대한민국의 디지털 미디어 아티스트이다.
후랭키(Hooranky는 작가명이다. 1958년생) 대한민국 화가, 디지털을 미디어로한 추상표현주의 작가. 2019년 8월 디지털 이미지를 시리즈로 제작한 5개의 작품이 세계적인 온라인 마켓플레이스 이베이(ebay)를 통해 오천만불에 계약되었다. 같은 해 12월, 한국의 글로벌 백화점에서 마케팅 전략으로 "백화점 속 미술관"이란 명목의 스팟경매를 진행하여 30분만에 후랭키의 작품이 거액에 낙찰되었다. 이 같은 후랭키 효과는, 국내의 다른 백화점들이 미술품 취급을 벤치마킹하게 되었다. 2021년 7월 13일자 미국 뉴스위크(Newsweek)지에 실린 "The 40 Most Expensive Items on eBay Right Now"이란 제목의 기사에 6번째 항목으로 발표되었다. 2021년 미국 마이에미 비트코인 컨퍼런스 메인 페이지에 작품을 올렸으며 메인 후원사 NFTBLUE 경매에서 5백5만50달라에 낙찰되었다. 2021년 NFT랭킹뉴스(보관됨 2022-10-13 - 웨이백 머신) 탑아티스트 상위에 기록되었다. 같은 해 세계최대 국제구호개발 NGO 월드비전(Worldvision) 홍보대사로 위촉되었다. 2023년 7월 14일 부터 20일 까지, 도쿄 재 일본 한국YMCA(Japan Tokyo Korean YMCA in Japan: Tokyo the Chiyota-ku, Kantasarukakucho 2-5-5)에서 2.8독립선언 기념 전시(104주년 도쿄 2.8독립선언 기념 전시)를 부친인 (고)배동신 화백과 함께 하였다. 2023년 10월 6일 싱가포르 아트뮤지움 탄종 파가르 디스트리 파크(Tanjong Pagar District Park SAM)에서 지구 환경 복원을 위한 특별 전시를 열었다. 2023년 10월 27일부터 11월 2일 까지 서울YMCA 창립 120주년 기념 전시를 개최하였다. 2024년 10월 22일부터 24일 까지 제22차 세계한인비즈니스대회에서 초대 전시를 열었다. 2024년 11월 4일부터 6일 까지, 필리핀의 특별 경제 구역으로 대규모 개발이 진행되고 있는 뉴클락시티(New Clark City)의 접경 지역인 카파스(Kapas)에서 원시의 언덕을 탐방하는 "개념적 랜드아트" (작품명 : 개발과 보존)를 진행하였다.

## 유년시절
후랭키(Hooranky)는 1958년 부모는 화가인 아버지 배동신과 피아노를 전공한 어머니 김년규이다. 후랭키는 어릴적에 피아노 치는 법을 배웠고, 음악과 미술 속에서 자랐다. 1976년 가족이 모두 서울로 이주했다.

## 활동 및 기사
1984년 대학을 졸업한 후 김언경, 소원섭, 김치중, 심우채, 박상연, 이찬용, 이학민, 석낙우, 이해전과 함께 표상전에 가입하여 활동했다. 1986년부터는 아트 마케팅 업무를 하며, 부친의 작품 제작의 현장에서 조수로 일 했다. 1996년부터는 서울에서 로마, 동유럽의 도시들과, 뉴욕, 이와키, 도쿄, 베이징, 상하이, 방콕, 치앙마이 등을 오가며 작품활동을 했고, 2007년부터 서울에 정착하여, 아트 마케팅과 인터렉티브 영상 미디어 회사를 운영하였다.  2009년부터  2013년, 한국에서는 처음으로 세계적인 온라인 마켓플레이스에 미술품을 전시하여 한국의 수준 높은 예술성을 소개함으로써 세계 도처의 주간적인 기호 고객에 접근할 수 있는 길을 열었다. 후랭키는 온라인 글로벌 아트 마케팅 믹스를 기반으로 작품이 판매되는 시점까지를 자신의 아트워크의 범위로 정했고, 자신의 작품을 온라인 마켓플레이스를 통해 세계시장에 소개했다. 그리고 2019년 그의 부친인 "배동신 화백의 10주기 추모 전시"를 세계적인 온라인 마켓플레이스를 통해 공식적인 전시를 열어 언론의 이목을 받았다. 후랭키의 크리에이티브 아트워크의 철학은 작품제작을 위한 개념이 마케팅이란 퍼포먼스를 거쳐 판매까지 실현시키는 것이다. 후랭키는 디지털 미디어 아티스트로써 수 많은 미디어를 접하고 그들간에 이루어진 상호협력의 자유로운 조화를 회화의 범주로 해석한다.
2020년 10월 14일 전태일 열사의 50주기를 한 달여 앞두고 '전태일 추모의 달'이 선포됐다. 세계적인 디지털 미디어 아트 작가 후랭키(Hooranky)는 14일 서울 종로구 전태일 다리에서 열린 선포식에서 전태일50주기행사위원회와 함께 전태일 열사를 모티브로 한 디지털 아트 작품을 공개했다. 후랭키 작가는 연합뉴스와의 인터뷰에서 "큰 감동이다. 그는 인간의 한계를 뛰어넘은 순교자다"라고 말했다.

## 갤러리

Hoo200815 Jeon tae-il
Hoo1801030038
hoo20230059
Hoo1906070123
Fr190414
Hoo202006281636
Hoo2007171312
Hoo2004110858